# اس ئی لینوکس
اس‌ای‌لینوکس (به انگلیسی: SELinux) که کوتاه‌نوشت عبارت Security-Enhanced Linux است، از مهم‌ترین و پرکاربردترین ماژول‌های امنیت لینوکس است که یک سازوکار برای پشتیبانی از سیاست‌های امنیتی کنترل دسترسی ارائه می‌دهد، که شامل کنترل دسترسی اجباری (MAC) به سبک مورد تأیید وزارت دفاع ایالات متحده آمریکا می‌شود.
SELinux یک مجموعه از تغییرات هستهٔ لینوکس و ابزارهای فضای کاربر است که توسط توزیع‌های گوناگون لینوکس، به‌ویژه ردهت انترپرایز لینوکس و فدورا مورد استفاده قرار می‌گیرد.
مفاهیم کلیدی SELinux از چندین پروژهٔ اولیه از آژانس امنیت ملی ایالات متحده (NSA) به دست آمده‌است و خود این آژانس اصلی‌ترین توسعه دهندهٔ آن با همکاری شرکت ردهت لینوکس بوده‌است.